# ブリモニジン

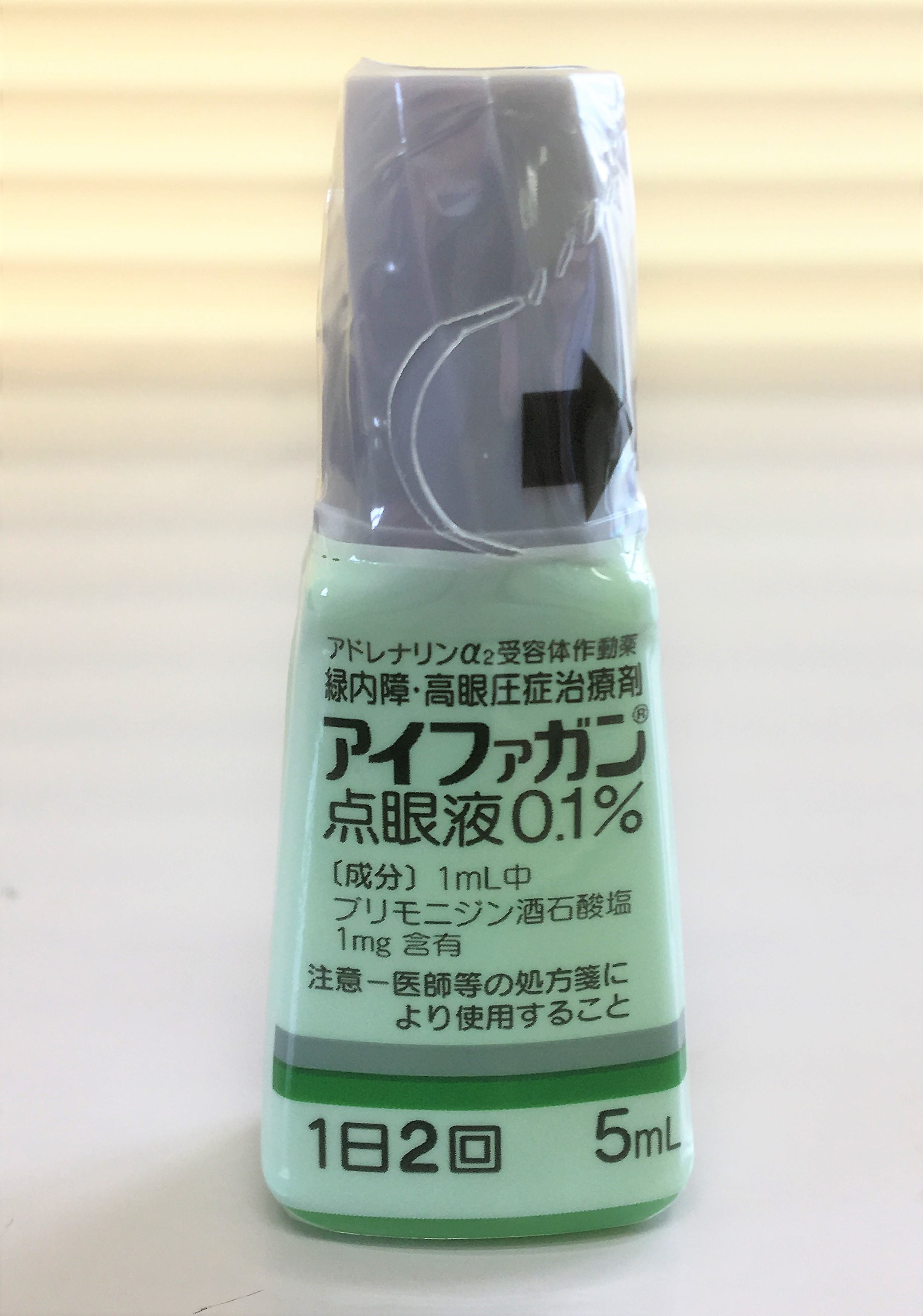
アイファガン点眼薬

ブリモニジン（Brimonidine）はアドレナリンα2受容体作動薬。常温では白色-微黄色の粉末となる酒石酸塩が臨床的に使用される。点眼薬として緑内障、高眼圧症の治療薬として使用される。市販名アイファガン (Alphagan)として市販されている。
また塗布剤として酒皶の皮膚発赤の治療にも使用される。2013年　FDAは、ブリモニジンを0.33％含有するゲル状外用塗布剤をMirvasoとして、酒さによる紅斑の治療剤として認可した。日本では酒さ治療薬としては未承認。
水にやや溶けやすく、ジメチルホルムアミド及びメタノールに溶けにくく、アセトン、塩化メチレン及び酢酸エチルにほとんど溶けない。

## 効能効果

### 緑内障治療薬として
房水の産生を抑制するとともに、前房からの房水の流出を促進させ眼圧を低下させる。点眼は1日2回。

### 酒さ治療薬として
皮膚に塗布することにより、皮下の毛細血管を収縮させて表皮の血流を減らし紅斑を退縮させる。1日1回目的部位に塗布して使用する。認可されているのは成人に対してのみである。目や唇などの粘膜部は避けて塗布する。

## 臨床的知見
ブリモニジンは開放隅角緑内障または高眼圧症の患者の眼内圧の低下のために使用される。Combiganというチモロールとの合剤も市販されている(日本ではブリモニジンの合剤は未承認）。
アメリカでの多施設共同無作為試験では、チモロール群と比較してブリモニジン群は4年間における視野狭窄を1/3に減少させることができた（ブリモニジン群では5/45人、timolol群では18/56人）。その一方で眼に対するアレルギーはチモロール群と比較してブリモニジン群が有意に多かった。
既にプロスタグランジン関連薬によって長期間の眼圧降下療法が実施されている緑内障患者に対してのブリモニジンの上乗せ効果について臨床試験が行われている。ブリモニジン群134例、プラセボ群132例で臨床試験が実施され、プラセボ群に対して有意差をもって眼圧低下効果が上乗せされることが確認されている。
ブリモニジンの点眼によって4週後の収縮期及び拡張期血圧の変化について検討したところ、点眼開始日と比較して血圧が有意に低下することが知られている。中枢性の交感神経抑制によると考えられる。2-7歳の幼児及び小児で高頻度（25-83%）に傾眠が認められており、同様に全身的のアドレナリンα2受容体作動性の効果とされる。眠気、めまい、徐脈、起立性低血圧などが副作用として高頻度に発生することが知られている。このため低出生体重児、新生児、乳児又は2歳未満の幼児には投与が推奨されていない。
局所的な副作用としては、結膜炎（アレルギー性結膜炎を含む）8.56%、点状角膜炎6.76%、眼瞼炎（アレルギー性眼瞼炎を含む）4.50%、結膜充血3.83%、眼そう痒症2.25%、眼の異常感1.13%、接触性皮膚炎0.90%などの粘膜刺激反応が知られる。

## 薬効機序
ブリモニジンはα2アドレナリン作動性アゴニストである。α2アゴニストは、Gタンパク質共役型受容体の活性化を介して、アデニル酸シクラーゼの活性を阻害する。 これによって細胞内C-AMP濃度を低下させ、毛様体からの房水の産生を減少させる。α2アドレナリン作動性アゴニストは中枢性には交感神経を抑制するが、末梢性には血管収縮をもたらす。この血管収縮によって急激に房水の産生が抑制されるとされる。一方、ぶどう膜強膜流出路（後方流出路とも呼ばれる）と呼ばれる房水の排出の増大は、アドレナリン作動性神経刺激によるプロスタグランジンの増加によって説明できるとされる。プロスタグランジンの増加により毛様体が弛緩し、ぶどう膜強膜流出路からの房水の排出が増えると考えられている。

## 薬物動態
日本人男性の両眼に1回1滴、1日2回7日間反復点眼したとき7日目の血漿中ブリモニジン濃度は、0.15%点眼液が点眼後平均1.1時間、0.2%点眼液では0.6時間で最高濃度に達したが、共に検出された濃度は微量であり24時間経過後には検出限界濃度以下に低下する。